# Condado de Greenup
O Condado de Greenup é um dos 120 condados do estado americano do Kentucky. A sede do condado é Greenup, e sua maior cidade é Greenup. O condado possui uma área de 918 km² (dos quais 22 km² estão cobertos por água), uma população de 36 891 habitantes, e uma densidade populacional de 41 hab/km² (segundo o censo nacional de 2000). O condado foi fundado em 1804.